# Norman Boret
Norman Francis Borrett (Vinsted, London, 1. oktobar 1917 − Kolčester, 10. decembar 2004) je bivši britanski hokejaš na travi, ragbijaš (po pravilima ragbi juniona), kriketaš i skvošač.
Osvojio je srebrnu medalju igrajući za Ujedinjeno Kraljevstvo na hokejaškom turniru na Olimpijskim igrama 1948. u Londonu. Bio je kapetan britanskog sastava. Odigrao je svih 5 susreta kao odbrambeni igrač.

## Spoljašnje veze
- Profil na DatabaseOlympics
- Profil Архивирано на веб-сајту  (24. мај 2022)
- Profil na CricInfo